# 中原成男
中原 成男（なかはら しげお、1926年1月1日 - ）は、日本の元俳優。本名同じ。
東京府（現、東京都）出身。東京農業大学畜産学科、日本映画学校卒業。俳協に所属していた。

## 来歴・人物
東宝演技者集団、東京映画を経る。映画『恐喝』（1958年）、『激動の昭和史 軍閥』（1970年）、テレビドラマ『開化探偵帳』（1968年）などに出演。1972年の特撮テレビドラマ『超人バロム・1』では、主人公の父親である日読新聞デスク・白鳥敬太郎役でレギュラー出演した。
特技は、剣道（二段）。

## 出演作品

### 映画
- 真昼の暗黒（1956年、現代ぷろだくしょん）[2]
- 三十六人の乗客（1957年、東宝） - バス案内所事務員
- 月と接吻（1957年、東宝） - 男優B
- その夜のひめごと（1957年、東宝） - 川口
- おトラさん（1957年、東宝） - 集配人
- おトラさんのホームラン（1958年、東宝） - 牛乳屋
- 花ざかりおトラさん（1958年、東宝） - 牛乳屋
- 恐喝（1958年、東宝）
- ぶっつけ本番（1958年、東宝） - 宗谷船員
- つづり方兄妹（1958年、東宝） - 新聞記者B
- フランキーの僕は三人前（1958年、東宝） - 研究所所員
- 愛妻記（1959年、東宝） - 学生
- 愛の鐘（1959年、東宝） - 殺し屋次郎
- 路傍の石（1960年、東宝） - 番頭A
- 幽霊繁盛記（1960年、東宝） - 首吊りの男
- ぼく東綺譚（1960年、東宝） - 職人風の男
- 赤坂の姉妹より 夜の肌（1960年、東宝） - 警官A
- 東京夜話（1961年、東宝） - 佐々木
- 喜劇 駅前団地（1961年、東宝） - 運転手
- 女ばかりの夜（1961年、東宝） - 林
- 地獄の饗宴（1961年、東宝） - 笹井
- 南の島に雪が降る（1961年、東宝） - 間島上等兵
- 青べか物語（1962年、東宝） - 医者
- 夢で逢いましょ（1962年、東宝） - 小塚
- 喜劇 駅前飯店（1962年、東宝） - 毛
- ぶらりぶらぶら物語（1962年、東京映画)
- 憂愁平野 (1963年、東京映画)
- 喜劇 とんかつ一代（1963年、東宝） - 椎野副コック長
- 白と黒（1963年、東宝） - 深田
- 台所太平記（1963年、東宝）
- 喜劇 駅前音頭（1964年、東宝） - 毎朝新聞社記者
- われ一粒の麦なれど（1964年、東宝） - 半井
- 喜劇 各駅停車（1965年、東宝） - 医者
- 新・事件記者 大都会の罠（1966年、東宝） - 鶴岡キャップ
- 新・事件記者 殺意の丘（1966年、東宝） - 鶴岡キャップ
- 喜劇 駅前探検（1967年、東宝） - 新聞記者E
- 激動の昭和史 軍閥（1970年、東宝） - 添田整理部長

### テレビドラマ
- 事件記者（1958年 - 1966年、NHK） - 鶴岡
- 音楽劇 虹の歌（1959年、NHK）
- レモンのような女 第2話「私は私 ―アクチュアルな女― より」・第3話「燕がえしのサヨコ」（1967年、TBS）
- アイウエオ 第7・8話（1967年、NHK）
- 特別機動捜査隊（NET）
  - 第345話「濁った大都会の天使」（1968年） - 中原記者
  - 第385話「ブルーボーイ」（1970年） - 中原
  - 第465話「ある団地夫人の場合」（1970年） - 井手
- タケダアワー（TBS）
  - ウルトラセブン
    - 第12話「遊星より愛をこめて」（1967年） - 医者 ※欠番作品
    - 第45話「円盤が来た」（1968年） - 増田屋の客

  - 怪奇大作戦 第4話「恐怖の電話」（1968年） - 滝口令子の父
  - シルバー仮面 第2話「地球人は宇宙の敵」（1971年） - 津島博士
- 開化探偵帳（1968年 - 1969年、NHK） - 伊之助
- 梅一輪（1970年、TBS）
- サインはV 第43話（1970年、TBS）
- 火曜日の女シリーズ / 逃亡者 -この街のどこかで-（1970年、大映テレビ室・日本テレビ）※中原成夫でクレジット
- 大忠臣蔵（1971年、NET） - 松井源兵衛
- アテンションプリーズ 第31話（1971年、TBS / 東宝）
- 時間ですよ（1971年 - 1972年、TBS）
- 超人バロム・1（1972年、YTV / 東映） - 白鳥敬太郎[2]
- 気になる嫁さん 第38話「母を求めて」（1972年、NTV）
- 恐怖劇場アンバランス（1973年、CX）
  - 第1話「木乃伊の恋」  - 運転手
  - 第2話「死を予告する女」 - 東京レコード社員
- 裁きの家（1973年、CX） - 小田島博史
- 科学捜査官 第11・13話（1973年、KTV）
- 土曜日の女シリーズ / 闇に浮かぶ微笑み（1973年、NTV）
- 華麗なる一族（1974年 - 1975年、NET / 東宝）
- 夜明けの刑事 第3話「隣の家の秘密」（1974年、TBS）
- 江戸の旋風シリーズ（CX / 東宝） - 六助
  - 同心部屋御用帳 江戸の旋風（1975年 - 1976年）
  - 同心部屋御用帳 江戸の旋風II（1976年 - 1977年）
  - 同心部屋御用帳 江戸の旋風（第3シリーズ）（1977年 - 1978年）
- 悪魔のようなあいつ（1975年、TBS）
- 風と雲と虹と（1976年、NHK） - 右兵衛府の侍、上席の侍